# Jung Moon-sung
Jung Moon-sung (Hangul: 정문성) es un actor de televisión, cine, teatro y musicales surcoreano.

## Biografía
Estudió en la Universidad Soonchunhyang.

## Carrera
Es miembro de la agencia Blossom Entertainment (블러썸 엔터테인먼트).
En 2013 se unió al elenco recurrente de la serie Heartless City (también conocida como "Cruel City") donde dio vida a Oh Gi-chul, el subordinado de Jung Shi-hyun (Jung Kyung-ho).
En junio de 2016 se unió al elenco recurrente de la serie A Beautiful Mind, donde interpretó a Hwang Jeong-hwan, un profesor asociado del departamento de radiología.
En enero de 2017 se unió al elenco recurrente de la serie Good Manager, donde dio vida a Han Dong-hoon, un fiscal del distrito central de Seúl.
En mayo de 2018 se unió al elenco recurrente de la serie About Time, donde interpretó a Yoon Do-san, el medio hermano de Do-bin (Min Sung-wook) y Do-ha (Lee Sang-yoon).
Ese mismo mes se unió al elenco principal de la serie The Undateables, donde dio vida a Yook Ryong, el primo de Kang Hoon-nam (Namkoong Min).
En febrero de 2019 se unió al elenco principal de la serie Haechi, donde interpretó a Yi Tan, quien se convierte en el Príncipe Mil Poong, el descendiente directo del Príncipe Heredero Sohyeon, así como uno de los enemigos del Príncipe Yeoning (Jung Il-woo).
En febrero de 2020 se unió al elenco recurrente de la serie The Cursed, donde dio vida a Jung Sung-joon, el esposo de la reportera Im Jin-hee (Uhm Ji-won).
En marzo del mismo año se unió al elenco recurrente de la serie Hospital Playlist, donde interpretó al doctor Do Jae-hak, el jefe de residentes del departamento de cirugía cardiotorácica en el "Yulje Medical Center".
En septiembre de 2021 se unió al elenco recurrente de la serie The Veil, donde dio vida a Jang Chun-woo.
En 2022 se unió al elenco principal de la serie Stock Struck, donde da vida a Kang San, es un freeter que no tiene un trabajo de tiempo completo.

## Filmografía

### Series de televisión
| Año     | Título                     | Personaje                  | Notas                               | Ref.          |
| ------- | -------------------------- | -------------------------- | ----------------------------------- | ------------- |
| 2011    | The Musical                | Intérprete Musical         | Invitado, ep. 9                     |               |
| 2012    | Phantom (Ghost)            | Yeom Jae-hee               |                                     | [ 11 ]        |
| 2013    | Your Lady                  | Kim Tae-seong              |                                     |               |
| 2013    | Heartless City             | Oh Gi-chul                 |                                     |               |
| 2013    | The Suspicious Housekeeper | Det. Lee Tae-shik          |                                     |               |
| 2014    | Secret Door                | Byeon Jong-in              |                                     |               |
| 2015-16 | Six Flying Dragons         | Han Goo-young              |                                     |               |
| 2016    | A Beautiful Mind           | Prof. Hwang Jeong-hwan     |                                     |               |
| 2016    | Legend of the Blue Sea     | Heo Gil-joong (de joven)   |                                     |               |
| 2017    | Good Manager               | Han Dong-hoon              |                                     |               |
| 2017    | Prison Playbook            | Yoo Jeong-min              |                                     |               |
| 2018    | About Time                 |                            |                                     |               |
| 2018    | The Undateables            | Yook Ryong                 |                                     |               |
| 2018    | Life                       | Jo Nam-hyung               |                                     |               |
| 2018    | Big Forest                 | Daniel Jegal               |                                     |               |
| 2018    | Hymn of Death              | Jo Myung-hee               |                                     |               |
| 2019    | Haechi                     | Yi Tan, Príncipe Mil Poong |                                     | [ 12 ]        |
| 2020    | The Cursed                 | Jung Sung-joon             |                                     | [ 13 ]        |
| 2020    | Hospital Playlist          | Dr. Do Jae-hak             |                                     | [ 14 ]        |
| 2020    | Birthcare Center           | Doctor                     | Aparición especial, ep. 1           |               |
| 2021    | Hospital Playlist 2        | Dr. Do Jae-hak             |                                     | [ 15 ]        |
| 2021    | The Veil                   | Jang Chun-woo              |                                     |               |
| 2021    | Möbius: The Veil           | Jang Chun-woo              |                                     | [ 16 ]        |
| 2022    | Stock Struck               | Kang San                   |                                     | [ 10 ] [ 17 ] |
| 2022    | One Thousand Won Lawyer    | Shin Joong-hoon            | Aparición especial, ep. 12          | [ 18 ]        |
| 2023    | Shin, abogado de divorcios | Jo Jeong-sik               |                                     | [ 19 ]        |
| 2024    | The Auditors               | Hwang Se-woong             |                                     | [ 20 ]        |
| 2025    | Manual para residentes     | Do Jae-hak                 | Aparición especial, solo voz, ep. 4 | [ 21 ]        |

### Películas
| Año  | Título                            | Personaje        | Notas                                                                | Ref.   |
| ---- | --------------------------------- | ---------------- | -------------------------------------------------------------------- | ------ |
| 2005 | 글루미 보이                       | -                |                                                                      |        |
| 2010 | The Unjust                        | 철기 매제 친구 3 |                                                                      |        |
| 2013 | South Bound (남쪽으로 튀어)       | Gong-an          |                                                                      |        |
| 2021 | The Cursed: Dead Man’s Prey       | Jeong Seong-jun  | Junto a Uhm Ji-won, Jung Ji-so, Oh Yoon-ah, Ko Kyu-pil y Kim In-kwon |        |
| 2021 | Miracle: Letters to the President | Kim Yong-hwan    | Junto a Park Jung-min, Im Yoon-ah y Lee Sung-min.                    |        |
| 2022 | Project Wolf Hunting              | Kyu-tae          | Junto a Seo In-guk, Jang Dong-yoon, Park Ho-san y Jung So-min        | [ 22 ] |

### Programas de variedades
| Año  | Título                        | Notas             |
| ---- | ----------------------------- | ----------------- |
| 2019 | Yoo Quiz On The Block: Season | ep. 56 - invitado |

### Presentador
| Año  | Ceremonia                                | Función                                       | Ref.                 |
| ---- | ---------------------------------------- | --------------------------------------------- | -------------------- |
| 2020 | 2020 Mnet Asian Music Awards (2020 MAMA) | presentador de categoría - junto a Jeon Mi-do | [ 23 ] [ 24 ] [ 25 ] |

### Musicales
| Año              | Título                                    | Personaje | Notas |
| ---------------- | ----------------------------------------- | --------- | ----- |
| 2007             | Line 1 (지하철 1호선)                     | -         |       |
| 2007 - 2008      | 오! 당신이 잠든 사이                      | -         |       |
| 2008 - 2013      | Laundry (빨래)                            | -         |       |
| 2009             | 고추장 떡볶이                             | -         |       |
| 2010             | 김종욱 찾기                               | -         |       |
| 2011             | Disappearance Of Prince (왕세자 실종사건) | -         |       |
| 2011             | 20th Anniversary Celebration Of Warfare   | -         |       |
| 2013             | 트라이앵글                                | -         |       |
| 2014             | 글루미데이                                | -         |       |
| 2014             | 여신님이 보고계셔                         | -         |       |
| 2015, 2017, 2019 | 사의찬미                                  | -         |       |
| 2016, 2017, 2019 | Hedwig and the Angry Inch (헤드윅)        | -         |       |
| 2016             | 구텐버그                                  | -         |       |
| 2017, 2020       | Maybe Happy Ending (어쩌면 해피엔딩)      | -         |       |

### Teatro
| Año        | Título                   | Personaje           | Notas | Ref.   |
| ---------- | ------------------------ | ------------------- | --- | ------ |
| 2012       | Model Student (모범생들) | -                   | |        |
| 2012, 2013 | 나쁜자석                 | -                   | |        |
| 2013       | 트루웨스트               | -                   | |        |
| 2015       | 두근두근 내 인생         | -                   | |        |
| 2015       | 스피킹 인 텅스           | -                   | |        |
| 2015       | 거미여인의 키스          | -                   | |        |
| 2016       | 트루웨스트 리턴즈        | -                   | |        |
| 2016       | 안녕,여름                | -                   | |        |
| 2017       | Sleuth (슬루스)          | -                   | |        |
| 2023       | Shakespeare in Love      | William Shakespeare | 28/I-26/III, Seoul Arts Center CJ Towol Theater. Junto a Kim Yoo-jung, Kim Sung-cheol, Jung So-min, Chae Soo-bin y Lee Sang-i | [ 26 ] |

## Premios y nominaciones
| Año  | Premio            | Categoría                                  | Trabajo           | Resultado | Ref.          |
| ---- | ----------------- | ------------------------------------------ | ----------------- | --------- | ------------- |
| 2019 | Premios SBS Drama | Mejor actor de reparto                     | Haechi            | Ganador   | [ 27 ] [ 28 ] |
| 2021 | Premios MBC Drama | Premio a la excelencia, actor en miniserie | The Veil          | Ganador   | [ 29 ]        |
| 2021 | Premios MBC Drama | Mejor pareja (junto a Park Ha-sun)         | Moebius: The Veil | Nominados |               |